# Zoological Society of London

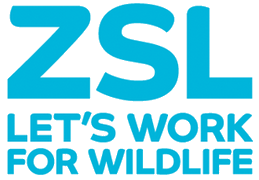

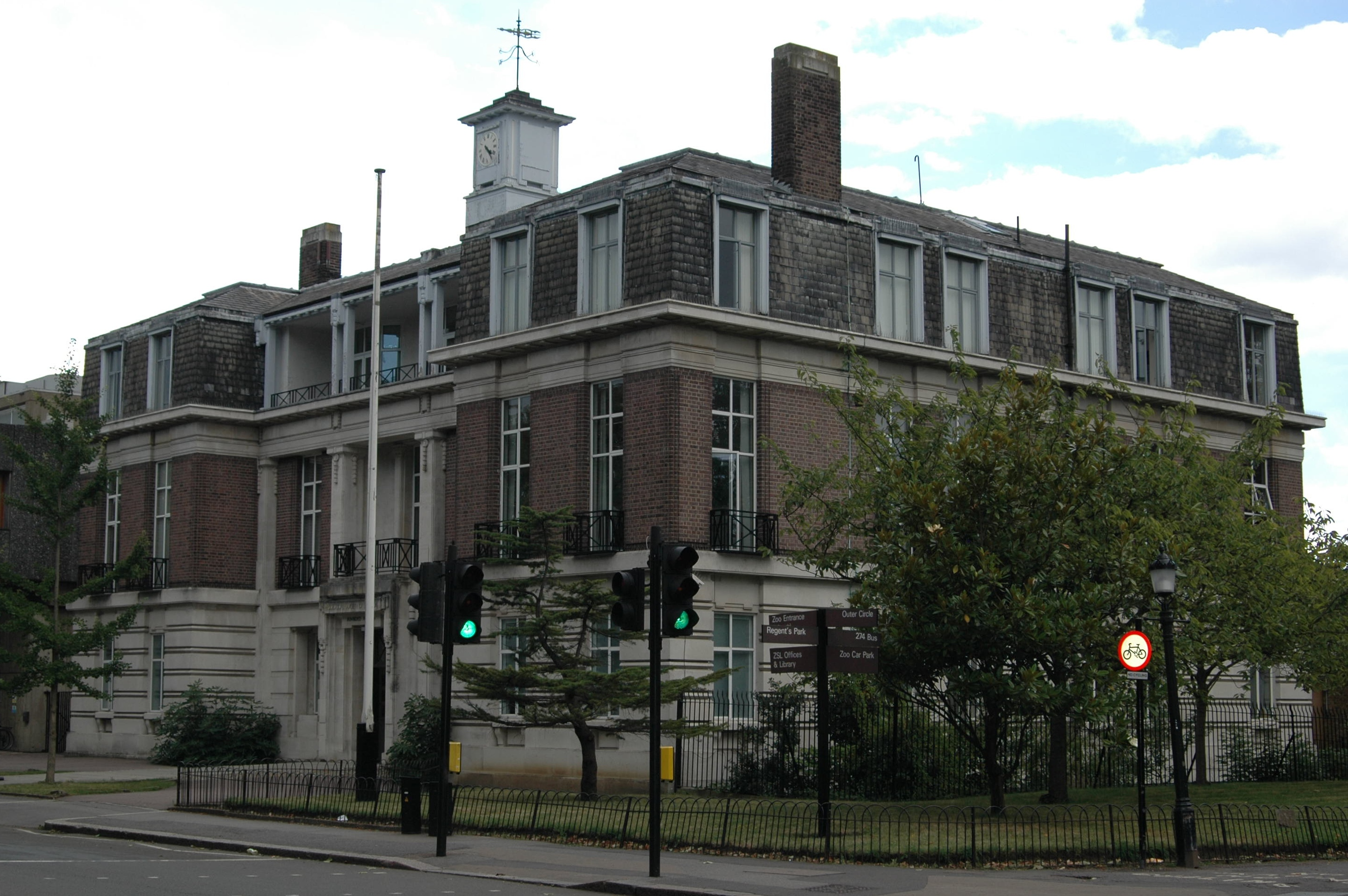
Zoological Society of London (ZSL), Hauptgebäude

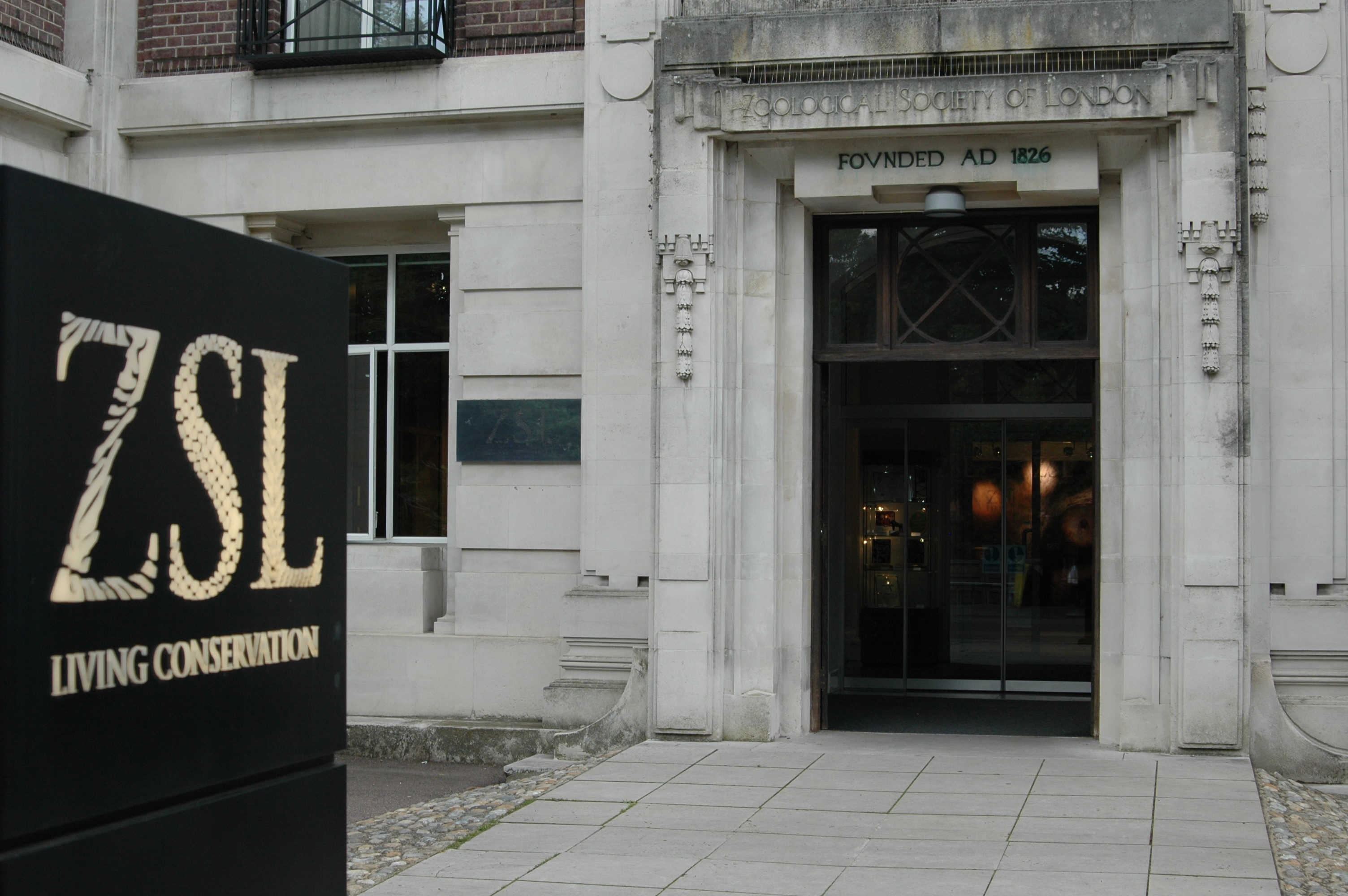
Zoological Society of London (ZSL), Hauptgebäude, Eingang

Die Zoological Society of London (kurz ZSL, deutsch: Zoologische Gesellschaft von London) ist eine britische Gelehrtengesellschaft. Die Gesellschaft ist im Artenschutz tätig und betreibt den London Zoo und den Whipsnade Wild Animal Park.

## Geschichte
Die Zoological Society of London wurde im April 1826 in London von Thomas Stamford Raffles, George Eden, 1. Earl of Auckland, Humphry Davy, Joseph Sabine, Nicholas Aylward Vigors und anderen Naturkundlern gegründet. Raffles war ihr erster Präsident. Sein Nachfolger war Henry Petty-Fitzmaurice, 3. Marquess of Lansdowne, der von der Krone für einen symbolischen Betrag eine Fläche im Norden des Regent’s Park pachtete und den Bau der ersten Tierhäuser beauftragte. Die von  Georgs IV. gewährte Royal Charter ist auf den 27. März 1829 datiert.
Zweck der Gesellschaft war es, Tiere in relativer Freiheit erforschen zu können. Im April 1828 wurde der Zoologische Garten für die Mitglieder der Gesellschaft eröffnet, 1831 wurde er um die königliche Menagerie Wilhelms IV. ergänzt. 1847 wurde die Öffentlichkeit zugelassen, um die Finanzierung zu erleichtern; bald darauf tauften die Londoner den Garten zum Zoo und prägten damit die überall gültige Bezeichnung derartiger Tiergärten. Der Zoo hatte zu dieser Zeit die umfassendste Sammlung von Tieren auf der ganzen Welt.
Zu Beginn des 20. Jahrhunderts wurde die Notwendigkeit deutlich, besonders Großtiere in einer natürlicheren Umgebung zu halten und zu erforschen. Sir Peter Chalmers Mitchell (Sekretär der ZSL 1903–35) entwarf die Vision eines neuen Parks, nicht weiter als 70 Meilen außerhalb Londons und mit einer Fläche von mindestens 200 acres (0,8 km²). 1926 konnte man vom Niedergang der Landwirtschaft profitieren und fand in der heruntergekommenen, fast 600 acres (2,4 km²) großen Hall Farm, beim Dorf Whipsnade in den Chiltern Hills den idealen Ort. Die Gesellschaft kaufte die Farm im Dezember 1926 für 13.480 Pfund 12 Shillinge und 10 Pence. 1931 wurde der Whipsnade Wild Animal Park der Öffentlichkeit als erster offener Zoologischer Garten der Welt zugänglich gemacht. Unter dem Sekretär Julian Huxley (1935–42), späterer UNESCO- und WWF-Gründer, wurde der erste „Kinderzoo“ eingerichtet.
Nach 1960 gründete Lord Zuckerman (zu dieser Zeit Sekretär der ZSL) mit Mitteln aus zwei medizinischen Stiftungen das Institute of Zoology, in dem von der Zoologischen Gesellschaft angestellte Wissenschaftler forschen konnten. 1962 wurde eine Arabische Oryx an eine Herde in Phoenix (Arizona) ausgeliehen. Dieser Vorgang begründete das erste internationale, gemeinschaftliche Zuchtprogramm.

## Heute
Heute ist die Zoological Society of London eine internationale wissenschaftliche, der Erhaltung und der Bildung verpflichtete Wohltätigkeitsorganisation. Ihre Schlüsselrolle liegt in der Erhaltung der Tiere und ihrer Habitate. Die Gesellschaft betreibt den London Zoo und den Whipsnade Wild Animal Park. Im Institute of Zoology wird wissenschaftliche Forschung betrieben und die Gesellschaft ist aktiv an Erhaltungsmaßnahmen weltweit beteiligt.
Sie vergibt seit 1973 die Frink-Medaille.

## Zeitschriften
Seit 1830 gibt sie das Journal of Zoology, früherer Name Proceedings of the Zoological Society, heraus. Von 1864 bis 1980 gab sie Zoological Record (ZR) heraus. 1980 wechselte ZR zu BIOSIS. Seit 1998 ist sie Herausgeber von Animal Conservation.

## Weiterführende Literatur
- Henry Scherren: The Zoological Society of London: A Sketch of its Foundation and Development, and the Story of its Farm, Museum, Gardens, Menagerie and Library. Cassell, London 1905 (online).